# Звјагел
Звјагел (укр. Звягель; раније Новоград-Волински, укр. Новоград-Волинський, рус. Новоград-Волынский) je град у Житомирској области, Украјина. Према процени из 2012. у граду је живело 56.066 становника.

## Становништво
Према процени, у граду је 2012. живело 56.066 становника.
| 1979.  | 1989.  | 2001.  | 2012.  |
| ------ | ------ | ------ | ------ |
| 48.544 | 55.238 | 56.259 | 56.066 |

## Градови побратими
- Ломжа
- Резекне
- Суомусалми
- Долина
- Сурами
- Рагачов
- Курск